# Modestus Haas
Modestus Haas (18 dicembre 1963) è un ex calciatore liechtensteinese, di ruolo attaccante.

## Carriera

### Nazionale
Ha collezionato 5 presenze con la propria nazionale.

## Palmarès

### Club

#### Competizioni nazionali
- Coppa del Liechtenstein: 1

Vaduz: 1989-1990